# Eva Santamaría
Eva María Delgado, conhecida artisticamente como Eva Santamaría (Porto de Santa Maria, 18 de outubro de 1971), é uma cantora espanhola que ficou conhecida por ter representado a televisão pública espanhola, no Festival Eurovisão da Canção 1993 que se realizou em Millstreet, na Irlanda com a canção  "Hombres", composta pelo jornalista Carlos Toro.
Antes de participar no festival, participou em vários programas televisivos Gente Joven, El Salero y Las Coplas, colaborou em vários discos de copla com outros artista e apresetnou o seu próprio programa de rádio.
Em 1993, Carlos Toro, Carlos Toro chamou Eva Santamaría para gravar um disco na cidade de Los Angeles, intitulado "A buen puerto", que foi o único disco gravado pela cantora até ao momento, no qual estava a canção "Hombres". esta canção foi eleita para representar a Espanha no Festival Eurovisão da Canção 1993.
Depois do festival, Eva não continuou a sua carreira musical, devido a divergências com o seu "manager", aparecendo esporadicamente na televisão, como por exemplo no jurado espanhol de 1997. Na atualidade dedica-se ao teatro e à copla.